# Tommaso Niccolò d'Aquino
Tommaso Niccolò d'Aquino (Taranto, 24 novembre 1665 – Taranto, 2 aprile 1721) è stato un poeta italiano.

## Biografia
Nacque dal ramo tarantino della famiglia dei conti di Aquino, e si formò nel Collegio dei Gesuiti a Napoli. Nel 1689 sposò la nobile Teresa Carducci. In seguito alla morte del padre, prese il suo posto come sindaco di Taranto negli anni 1705-1706, dimostrandosi buon difensore degli interessi della cittadinanza. Al termine della carica politica, entrò a far parte dell'"Accademia dell'Arcadia" di Roma col nome pastorale di Ebalio Siruntino, dell'"Accademia dei Pigri" di Bari e dell'"Accademia degli Spioni" di Lecce, oltre a curarsi e promuovere le attività dell'"Accademia degli Audaci" ospitata presso il Palazzo D'Aquino di Taranto. 
In vita non pubblicò mai nulla. La sua opera maggiore pervenutaci è costituita dai versi delle "Deliciae Tarentine", un poemetto in esametri latini in quattro libri, in cui tesse un elogio della città di Taranto mediante la descrizione delle sue bellezze naturali e delle attività dell'uomo, quali la pesca e la caccia. L'opera rimase inedita per molto tempo e fu tradotta e pubblicata solo nel 1771 dall'umanista Cataldantonio Artenisio Carducci. 
L'altra opera pervenutaci del d'Aquino è l'ecloga in esametri latini Galesus Piscator Benacus Pastor, tradotta nel 1967 da Ettore Paratore. Compose tale opera in occasione della sua adesione all'"Accademia dell'Arcadia" e racconta dell'agone poetico tra il pastore Benaco e il pescatore Galeso, dietro i quali idronimi si nascondono rispettivamente Giulio Cesare Grazzini, poeta ferrarese, e lo stesso d'Aquino. Fu restituita alla luce solo nei primi anni sessanta del XX secolo, grazie alle ricerche filologiche del bibliofilo tarantino Carlo D'Alessio.
Alla sua morte fu tumulato nella cappella di famiglia, nella Chiesa di Sant'Agostino (Taranto). Al noto letterato è intitolata la strada principale del Borgo Nuovo della città.